# Albastru de Berlin
Albastru de Berlin („Albastru de Paris”, „ferocianură”), sau Albastru de Prusia, este un pigment mineral de culoare albastru intens. Este primul colorant obținut pe cale sintetică, obținut în trecut din vivianit. Raportul molar dintre ionii de fier și ionii de hexacianoferat de potasiu este în proporție de 1 : 1. 
K[FeIIIFeII(CN)6]
- la adăugare de oxid de fier la hexacianoferatul de potasiu se obține un precipitat insolubil de culoare albastră (albastru de Berlin):

FeIII[FeIIIFeII(CN)6]3 · 14–16 H2O

## Utilizare
Cea mai largă utilizare, datorită granulației fine a albastrului de Berlin, este obținerea diferitelor nuanțe de culoare, în acuarele, vopsele cu ulei și tipografie. În vopsirea pereților nu este folosit datorită schimbării culorii în brun.
În medicină este folosit în tratamentul unor intoxicații cu metale ca cesiu și taliu sau la decontaminarea radioactivă a unor obiecte.

## Obținere
In anul 1704 a fost descoperit în laborator printr-o întâmplare de chimistul german Heinrich Diesbach, împreună cu colegul său Johann Konrad Dippel. Cei doi au produs pigmentul într-o fabrică de coloranți din Paris, numindu-l „Albastru de Paris”, acesta fiind ulterior redenumit „Albastru de Berlin” în romanul „Frau Jenny Treibel” de Theodor Fontane.